# Terrence Rogers
Terrence Rogers (Isla de Anguila; 26 de diciembre de 1978) es un exfutbolista de la Isla de Anguila que jugaba en la posición de delantero.

## Carrera

### Club
Ha jugado toda su carrera con el Roaring Lions FC de 2000 a 2015, equipo con el que fue campeón nacional en seis ocasiones.

### Selección nacional
Jugó con Anguila del 2000 a 2012 con la que jugó 16 partidos y anotó cinco goles.

## Logros
- Liga de Fútbol de Anguila: 6

2000–01, 2001–02, 2002–03, 2005–06, 2009–10, 2013–14